# Erhan Emre
Erhan Emre (* 4. September 1978 in Berlin) ist ein deutscher Schauspieler mit kurdischer Abstammung. 

## Werdegang
Emre, Sohn aus der Türkei eingewanderter Eltern, wuchs in Berlin-Kreuzberg als eines von acht Kindern auf. Die kurdische Familie stammt ursprünglich aus Hınıs (Provinz Erzurum).
Sein Filmdebüt hatte er 1997 in Thomas Arslans Kinowerk Geschwister Kardeşler. Darauf folgten weitere Rollen in Kino und Fernsehen, z. B. in Grand Paradiso (1999) und in Tatort (2002 und 2006). Emre begann ein Produktions-Studium an der Deutschen Film- und Fernsehakademie (dffb) in Berlin, das er 2002 beendete.
In der Gaby-Hauptmann-Verfilmung Suche impotenten Mann fürs Leben (2003) stellte der Schauspieler den Wilko dar. In Detlev Bucks Knallhart (2006) spielte Emre die Hauptrolle des Drogendealers Hamal. Für Zeit der Wünsche (2005) von Rolf Schübel erhielt Emre, hier Hauptdarsteller, zusammen mit Lale Yavaş, Tevfik Baser und dem Regisseur den Publikumspreis der Malergruppe bei der Adolf-Grimme-Preis-Verleihung 2005. Als Filmproduzent produzierte er neben eigenen Kurzfilmen den Kino-Langfilm Urban Guerillas von Neco Çelik mit.
Er war in der ProSieben-Serie Unschuldig als Forensiker Dr. Sebastian Krüger an der Seite von Alexandra Neldel und Clemens Schick zu sehen, sowie in der Rolle des Murat İnal in der Serie Gül Dünya auf dem türkischen Sender Star TV.
Erhan Emre hat einen Sohn und eine Tochter.

## Filmografie
- 2002: Tatort: Schützlinge
- 2005: Zeit der Wünsche
- 2006: Knallhart
- 2006: Tatort: Liebe am Nachmittag
- 2008: Meine Mutter, mein Bruder und ich!
- 2011: Unter anderen Umständen: Mord im Watt
- 2012: Mandy will ans Meer
- 2012: Mordkommission Istanbul: Blutsbande